# TAKE ME HIGHER
《TAKE ME HIGHER》是日本组合V6于1996年9月16日发售的第4张单曲。发行公司是avex trax。1997年，原作者戴夫·羅傑斯进行过翻唱，并收录在1997年4月发售的专辑《take me higher》中，也收录了同年11月发行的SUPER EUROBEST的1997年版精选专辑《THE BEST OF SUPER EUROBEAT1997》中。Rodgers的自编版与V6的版本相比，欧洲节拍比较强，歌词的内容也大幅度不同。

## 其他信息
此作品作为TBS电视台播出的真人特摄电视连续剧《超人力霸王迪卡》的片頭曲，背面封面上使用了迪卡的照片。
此作品使V6连续获得了3部作品的公信榜冠军。虽然初动销量低于前作《BEAT YOUR HEART》，但累计销量超过了前作。在Oricon TOP100内登场次数17次，是继《WAになっておどろう》之后的第二次。整首歌不存在solo部分，由全体成员共同演唱。
作为主演和片頭曲演唱组合V6的成员之一，长野博说过：“很高兴能在电视上播放一年”。

## 收录曲
1. TAKE ME HIGHER[2]
  - 作词：铃木計見
  - 作曲：Giancarlo Pasquini-Jennifer Batten-Alberto Contini
2. スキさ すっきゃねん  - Coming Century
  - 作词：Coming Century、永岡昌憲
  - 作曲/编曲：星野靖彦
3. TAKE ME HIGHER(卡拉ok)
4. スキさ すっきゃねん(卡拉ok)

## 商业合作
- MBS・TBS 系特摄电视剧《超人力霸王迪卡》的片頭曲
- 电影《超人力霸王迪卡：最終聖戰》的主题曲